# Hospital San José de Melipilla
El Hospital San José de Melipilla es un recinto hospitalario público de alta complejidad, que forma parte de la red asistencial del Servicio de Salud Metropolitano Occidente, ubicado en la ciudad de Melipilla, Chile. 

## Historia
Fue fundado el 18 de mayo de 1841, por acuerdo de la Ilustre Municipalidad de Melipilla, con fondos aportados por la Gobernación, el Cabildo y la comunidad. En 1865 se estableció una sala con doce camas, que funcionó hasta 1870, y el 8 de julio de 1874 adquirió el nombre de San José.
En 1895 se proyectó la construcción de un nuevo edificio, y se tomó como ejemplo el Hospital San Vicente de Paul de Santiago.
El terremoto de 1985 obligó la construcción de un nuevo edificio, con 165 camas.